# Nico Muhly

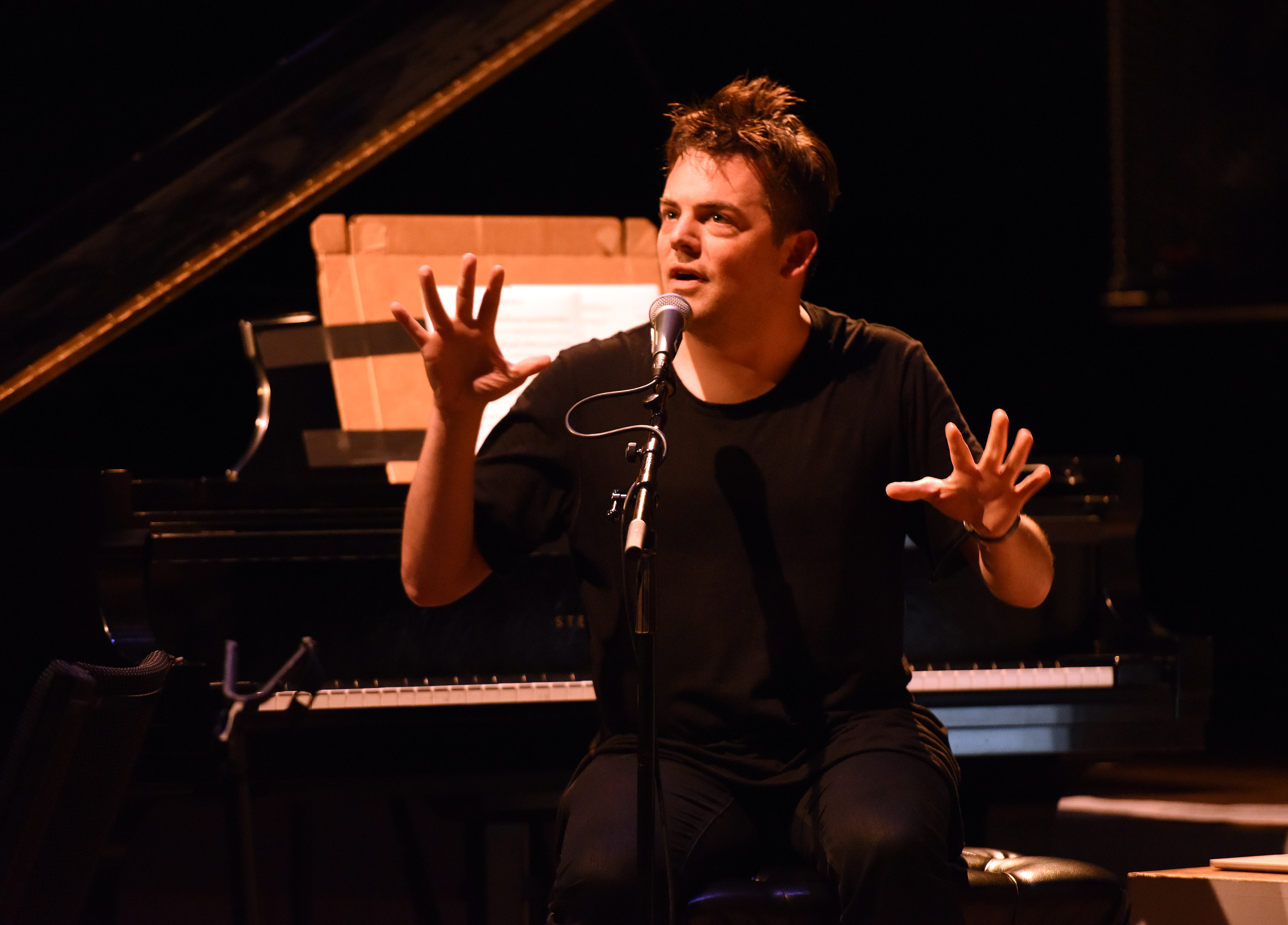

Nico Muhly (/ˈniːkoʊ ˈmjuːli/; nascido em 26 de agosto de 1981) é um compositor e arranjador,  de música clássica contemporânea americano que trabalhou e gravou com músicos clássicos e o pop/rock. Atualmente ele mora no Lower East Side seção de Manhattan na Cidade de Nova York. Ele é um membro da coletiva/gravadora Islandesa Bedroom Community.

## Biografia

### Primeiros anos
Muhly nasceu em Vermont e foi criado na cidade de Providence, em Rhode Island. Sua mãe, Bunny Harvey, é um pintora e professora na Faculdade Wellesley, e seu pai, Frank Muhly, é um cineasta de documentário.
Ainda criança, Muhly cantava no coral da  Grace Episcopal Church, em Providence, começando a estudar piano aos 10.
Muhly passou a estudar no Wheeler Escola em Providence . Ele, então, frequentou a Universidade de Columbia , onde recebeu um diploma de graduação em inglês, e a Juilliard School , onde concluiu o mestrado em música. Ele também estudou composição com John Corigliano e Christopher Rouse.

### Obras musicais
Em 2005, Muhly foi indicado pela Academia do Colorado a uma escola particular, no Colorado, para escrever uma música para a abertura do novo edifício Belas Artes.
Muhly trabalhou em colaboração com a Björk no DVD single ,"Oceania", em 2004, e trabalhou com Philip Glass como editor, maestro e tecladista.
Em 2006, ele lançou seu primeiro álbum de obras, intituladao Speaks Volumes. Em 2008, ele lançou seu segundo álbum, intitulado Mothertongue.
Em 2009, Muhly fez o coral e o arranjo do quarteto de cordas de quatro canções do terceiro álbum (chamado Veckatimest) , da banda de indie rockGrizzy Bear, baseado no Brooklyn ,  e trabalhou com Antony and the Johnsons nos álbuns The Crying Light e Swanlights.
Em uma entrevista de 2007 com Molly Sheridan em NewMusicBox, Muhly explicou que, enquanto ele se considera um compositor de música clássica, o que não impede seu trabalho em uma variedade de gêneros musicais: "É, essencialmente, como ser de algum lugar. Sinto que estou muito orgulhoso da tradição clássica. É como ser do Nebraska. Você é de lá, se você é de lá. Isso não significa que você não pode ter uma vida produtiva em outro lugar. A noção de seu gênero ser algo que você tem que realizar ativamente , acho muito vil."
Muhly trabalhou em duas comissões para o reino UNIDO com base de Britten Sinfonia, realizada em janeiro e fevereiro de 2010. Gilmore Teclado Internacional Festival encomendado "Drones & Piano" para o pianista Bruce Brubaker, estreou em Maio de 2010.
A opera de Muhly Two Boysuma colaboração com o libretista Craig Lucas e dirigido por Bartlett Sher, estreou em junho de 2011, o English National Opera e fez a sua Metropolitan Opera de estreia em 21 de outubro, 2013. de Acordo com um artigo de 2008 do New York Times , a ópera é baseada num caso Britânico dos anos 90, envolvendo um garoto de 14 anos que assume a identidade on-line de uma mulher para tentar obter de alguém e matá-lo, sem sucesso. no Entanto, em uma entrevista de 2008 com O Advogado, Muhly afirmou que a ópera é baseado na história verídica de um sistema online de amizade entre dois adolescentes do sexo masculino, e um deles mata o outro. A ópera foi re-trabalhada, antes e depois de sua estreia em 2011. A primeira gravação da peça, desde a produção de Met, que foi lançada em Nonesuch Records , em 2014.
O Saint Paul Chamber Orchestra, o Minnesota Comissionamento Clube, o Cantus, a Andrew W. Mellon Foundation, e Alfred P. e Ann M. Moore  chamado "Luminous Body", também uma colaboração com o libretista Craig Lucas. A peça estreou em 9 de setembro de 2011.
Em 2013, ele entrou em turnê com Glen Hansard que eles realizaram em conjunto com a BBC Scottish Symphony Orchestra em  Eindhoven e Amesterdam

## Composições e projetos

### Arranjos e orquestrações
- 2006 Deixar-se Ir por Bonnie 'Prince' Billy
- 2007 Miserere Mei (orquestração de William Byrd's Miserere Mei)
- 2007 Deus e inclinão Teu Ouvido (orquestração de William Byrd's Deus e inclinão Teu Ouvido)
- 2008 Está Tudo Bem por Sam Amidon
- 2008 "Med þér" e "Á meðan vatnið velgist" na Bestu kveðjur por Sprengjuhöllin
- 2009 Confissões, multimédia colaboração com Teitur Lassen.[14]
- 2009 Várias músicas do Antony and the Johnsons' do álbum The Crying Light[15]
- 2009 Várias músicas no Grizzly Bear's álbum Veckatimest
- 2009 Truques do Comércio no Mew's álbum Não Mais Histórias...
- 2009 , o Ano do Dragão em Executar Coelho Executar[16]
- 2009 "até Agora ao Redor Da Curva" pelo Nacional no Escuro da Noite
- 2010 Várias músicas do Antony and the Johnsons' álbum Swanlights
- 2010 Ir por Jónsi
- 2010 eu Ver o Sinal por Sam Amidon
- 2012 "Clímax" na Procura 4-Me por Usher
- 2010 arranjos de cordas em Antony and the Johnsons' álbum de Corte do Mundo
- 2013 De Agora Estou de Inverno por Ólafur Arnalds
- 2015 Anedotas sobre os Mergulhadores por Joanna Newsom

## Gravações
- 2007 – Fala Volumes (Quarto Comunidade HVALUR1) (Inclui Música Claro; escusado será Dizer; Honesto Música; Música Calma; a Pilhagem de Música; Um outro Ciclo e Manter-se em contato)
- 2008 – Josué (Original Motion Picture Soundtrack) por vários artistas (Moviescore Mídia)
- 2008 – língua materna (Quarto Comunidade HVALUR5CD) (Inclui língua-mãe, eu: Arquivo; língua materna II: Chuveiro; língua materna III: Hress; língua materna IV: Monstro; Maravilhas: I. Novas Coisas E Novas Novas; Maravilhas; II. O Demônio apareceu em Forma de Homem; Maravilhas; III. Uma Denúncia contra Thomas Weelkes; A Única Melodia: I. As Duas Irmãs; A Única Melodia: II. O Antigo Moinho de água; e A Única Melodia: III. A Única Melodia)
- 2009 – O Leitor (Original Motion Picture Soundtrack) por vários artistas (Lakeshore Records)
- 2010 – eu bebo o Ar Antes de Mim (Quarto Comunidade HVALUR10, Decca/Universal Clássicos 478 257)
- 2010 – Um Bom Entendimento por Los Angeles Mestre Coral (inclui também outras cinco obras corais) (Decca/Universal Clássicos 478 250)[17]
- 2011 – é Ver para Crer pela Aurora Orquestra (Decca/Universal Clássicos 478 273. Lançado 10 De Junho De 2011.
- 2012 – Drones com Bruce Brubaker (piano), Nadia Sirota (viola) e Pekka Kuusisto (violino) (Quarto Comunidade HVALUR16)
- 2013 - Ciclos com James McVinnie, (órgão), Nadia Sirota (viola), Chris Thompson (percussão) e Simon Parede, tenor (Quarto Comunidade HVALUR19)
- 2014 - Dois Meninos do Metropolitan Opera de produção (Nonesuch Records 541941)

## References
1. 1 2 3  Richards, Charlie.
2. ↑  Muhly, Nico.
3. ↑  Ross, Alex (28 de novembro de 2011). «The Long Haul: Nico Muhly's first two operas.». The New Yorker. Consultado em 23 de maio de 2015
4. 1 2  Davies, Lucie (20–27 de agosto de 2008), «Nico Muhly», Now: Vol. 27, Number 51, consultado em 22 de maio de 2009
5. ↑  David MacFadden-Elliott (2008). «Nico Muhly». Crawdaddy!. Arquivado do original em 30 de dezembro de 2008
6. ↑  "Defining Nico Muhly" NewMusicBox, March 2007
7. ↑  Nico Muhly work to be given world premiere at Gilmore International Keyboard Festival, Muso, 29 de abril de 2010, consultado em 31 de dezembro de 2010
8. ↑  Wakin, Daniel J. (13 de fevereiro de 2010). «Muhly and Lucas's Opera First Met-Lincoln Center Project». The New York Times. Consultado em 20 de maio de 2010
9. ↑  «Sher to Stage Lucas-Muhly Opera at the Met and English National Opera». Playbill.com. 12 de fevereiro de 2010. Consultado em 6 de dezembro de 2012. Arquivado do original em 13 de outubro de 2012
10. ↑  "Does Nico Muhly's new opera live up to the hype?" by Michael White, The Daily Telegraph (28 June 2011)
11. ↑  Wakin, Daniel (27 de agosto de 2008), «Pop Singer Drops Plan to Compose for the Met», The New York Times: E1, consultado em 13 de outubro de 2008
12. ↑  «Recording of Metropolitan Opera Production of Nico Muhly's "Two Boys" Out Now on Nonesuch». Consultado em 29 de outubro de 2014
13. ↑  Luminous Body (world premiere, SPCO commission), SPCO, 9 de setembro de 2011, consultado em 7 de junho de 2016, arquivado do original em 6 de agosto de 2011
14. ↑  «Suspended Domain». Confessions-tour.com. Consultado em 6 de dezembro de 2012. Arquivado do original em 29 de maio de 2013
15. ↑  Wood, Mikael (20 de janeiro de 2009), «Review: Antony and the Johnsons' The Crying Light», Boston Phoenix
16. ↑  «Run Rabbit Run | Asthmatic Kitty Records». Asthmatickitty.com. 6 de outubro de 2009. Consultado em 6 de dezembro de 2012
17. ↑  «Culture Monster». The Los Angeles Times. 18 de junho de 2010